# La Guerre des Simpson
La Guerre des Simpson (The War of the Simpsons) est le 20e épisode de la saison 2 de la série télévisée d'animation Les Simpson.

## Synopsis
C'est soir de fête chez les Simpson. Après avoir abusé de l'alcool, Homer jette un regard polisson sur le décolleté de Maude Flanders. Très énervée, Marge les inscrit tous les deux à une retraite au chalet du révérend Lovejoy pour remettre leur couple en selle. Mais Homer profite de cette retraite pour pêcher un énorme poisson légendaire. Homer fera finalement une grande preuve d'amour envers Marge en jetant le poisson.